# Star Trek 25th Anniversary
Star Trek: 25th Anniversary es un videojuego basado en el universo Star Trek, desarrollado por Interplay y publicado por Ultra Games para MS-DOS, Mac, Amiga y Nintendo Entertainment System en 1991. Es considerado el primer éxito crítico y comercial de los juegos para computadora de Star Trek.
Existe un videojuego del mismo nombre para Nintendo Game Boy.

## Sinopsis
El título comienza con la USS Enterprise aproximándose al planeta Sigma Iotia II. La nave se encuentra con una fisura en el espacio-tiempo que la envía a una zona desconocida del espacio. Al intentar escapar de dicha zona, la tripulación descubre que los cristales de dilitio, necesarios para viajar a velocidades warp, están fundidos y, por tanto, inservibles. La Enterprise queda atrapada en una órbita descendente sobre un planeta desconocido, pero Spock detecta pequeñas cantidades de cristales de dilitio en el planeta. Una vez obtenidos los cristales, la Enterprise todavía tiene que encontrar el camino de regreso (necesitando más cristales durante la búsqueda), descubrir la causa de la fisura en el espacio-tiempo, y encontrar una manera de cerrala.
El juego está dividido en episodios donde podremos contar con la presencia de los personajes clásicos de la serie de televisión como: James T. Kirk, Mr. Spock, y Dr. McCoy, y ocasionalmente de algún oficial de remera roja.

## Forma de juego
Cuando un equipo de exploración es transportado a un planeta, la jugabilidad cambia a una combinación de aventura gráfica y shooter lateral. La mayor parte del tiempo, para avanzar el jugador tiene que interactuar con varias formas de vida autóctonas, encontrar objetos y resolver puzles. Aunque cada miembro del grupo está equipado con un fáser, la violencia rara vez es la forma de avanzar en el juego.
Durante las fases de exploración el jugador puede manejar hasta a 4 personajes de la tripulación a la vez.